# George Robert Milne Murray
George Robert Milne Murray (Arbroath, 11 novembre 1858 – Arbroath, 16 dicembre 1911) è stato un botanico scozzese.

## Biografia
Nato in Scozia da George Murray e Margaret Sayles, fece gli studi superiori con Heinrich Anton de Bary (1831-1888) all'Università Strasburgo, laureandosi in Scienze naturali nel 1875. Appena un anno dopo fu nominato "assistente conservatore" presso il Dipartimento di botanica del Natural History Museum, succedendo a William Carruthers; ottenne poi la nomina a Conservatore dal 1895 al 1905.
Nel 1884 aveva sposato Helen Welsh, dalla quale ebbe una figlia e un figlio.
Insegnò botanica alla Scuola di medicina del St. George Hospital dal 1882 al 1886 e, dal 1890 al 1895, al Royal Veterinary College. La sua inclinazione e il suo lavoro lo condussero a specializzarsi nello studio delle crittogame e, in particolare, in micologia.

Partecipò, come naturalista, alla spedizione ai Caraibi per l'osservazione dell'eclissi totale di Sole del 1886 e fu anche direttore scientifico della prima spedizione in Antartide di Robert Falcon Scott (chiamata "Discovery")  nel 1901, alla quale partecipò solo parzialmente, sbarcando a Città del Capo.
Murray fu eletto membro della Royal Society nel 1897.  Morì in Scozia, nella sua città natale, all'età di 53 anni.

## Opere
Murray fu l'autore di Hand-book of Cryptogamic Botany, coadiuvato da Alfred William Bennett (1833-1902). Scrisse anche Introduction to the Study of Seaweeds (1895) e Antarctic Manual (1901). Dal 1887 al 1895 diresse la pubblicazione delle Phycological Memoirs. Scrisse inoltre circa quaranta articoli di oceanografia e sulla flora crittogamica, la maggior parte dei quali comparve sul Journal of Botany.